# حاتم‌آباد (فراهان)
حاتم‌آباد ، روستایی از توابع بخش مرکزی شهرستان فراهان در استان مرکزی ایران است.

## جمعیت
این روستا در بخش فرمهین قرار دارد و براساس سرشماری مرکز آمار ایران در سال ۱۳۹۰، جمعیت آن ۴۱ نفر (۱۹خانوار) بوده‌است.